# 分界镇 (泰兴市)
分界镇，是中华人民共和国江苏省泰州市泰兴市下辖的一个乡镇级行政单位。

## 行政区划
分界镇下辖以下地区：
长生社区、南周村、七贤村、张竹村、赵家庄村、野庙垛村、王厂村、耿厂村、湖头村、分界村、沿界村、开绿村、滕兴村和官庄村。